# Burgstall Gailenkirchen
Der Burgstall Gailenkirchen bezeichnet eine abgegangene Höhenburg auf einem Ausläufer der Waldenburger Berge nordwestlich von Gailenkirchen, einem heutigen Stadtteil von Schwäbisch Hall im Landkreis Schwäbisch Hall in Baden-Württemberg.
Vermutlich wurde die Burg, von der noch ein Randwall und Graben erhalten sein sollen, von den Herren von Gailenkirchen erbaut. Zitat: Ob ein Bezug zu dem nordwestlich auf einem Ausläufer der Waldenburger Berge gelegenen Burgstall besteht, muss offen bleiben. Für die Vermutung, am Standort der Kirche habe sich früher eine Burg befunden, fehlt ein Beleg.